# SKA3
SKA3 (англ. Spindle and kinetochore associated complex subunit 3) – білок, який кодується однойменним геном, розташованим у людей на 13-й хромосомі. Довжина поліпептидного ланцюга білка становить 412 амінокислот, а молекулярна маса — 46 359.
| 10         |  | 20         |  | 30         |  | 40         |  | 50         |
| ---------- |  | ---------- |  | ---------- |  | ---------- |  | ---------- |
| MDPIRSFCGK |  | LRSLASTLDC |  | ETARLQRALD |  | GEESDFEDYP |  | MRILYDLHSE |
| VQTLKDDVNI |  | LLDKARLENQ |  | EGIDFIKATK |  | VLMEKNSMDI |  | MKIREYFQKY |
| GYSPRVKKNS |  | VHEQEAINSD |  | PELSNCENFQ |  | KTDVKDDLSD |  | PPVASSCISE |
| KSPRSPQLSD |  | FGLERYIVSQ |  | VLPNPPQAVN |  | NYKEEPVIVT |  | PPTKQSLVKV |
| LKTPKCALKM |  | DDFECVTPKL |  | EHFGISEYTM |  | CLNEDYTMGL |  | KNARNNKSEE |
| AIDTESRLND |  | NVFATPSPII |  | QQLEKSDAEY |  | TNSPLVPTFC |  | TPGLKIPSTK |
| NSIALVSTNY |  | PLSKTNSSSN |  | DLEVEDRTSL |  | VLNSDTCFEN |  | LTDPSSPTIS |
| SYENLLRTPT |  | PPEVTKIPED |  | ILQLLSKYNS |  | NLATPIAIKA |  | VPPSKRFLKH |
| GQNIRDVSNK |  | EN         |  |            |  |            |  |            |

A: Аланін

C: Цистеїн

D: Аспарагінова кислота

E: Глутамінова кислота

F: Фенілаланін

G: Гліцин

H: Гістидин

I: Ізолейцин

K: Лізин

L: Лейцин

M: Метіонін

N: Аспарагін

P: Пролін

Q: Глутамін

R: Аргінін

S: Серин

T: Треонін

V: Валін

Кодований геном білок за функцією належить до фосфопротеїнів. 
Задіяний у таких біологічних процесах, як клітинний цикл, поділ клітини, мітоз, альтернативний сплайсинг. 
Локалізований у цитоплазмі, цитоскелеті, хромосомах, центромерах, кінетохорі.